# Piaoziero
Piaoziero (ros Пяозеро, karelski Pääjärvi) – jezioro w północno-zachodniej Rosji, w północnej części należącej do tego państwa Republiki Karelii, w rejonie łouchskim.
Na Piaozierze znajdują się liczne wyspy o łącznej powierzchni 186 km².